# لاکی: زمانی برای عاشقی نیست
لاکی: زمانی برای عاشقی نیست (به انگلیسی: Lucky: No Time for Love) فیلمی محصول سال ۲۰۰۵ و به کارگردانی رادیهکا رائو، وینای ساپرو است. در این فیلم بازیگرانی همچون سلمان خان، اسناها اولال، میتون چاکرابورتی، قادرخان، مومیث خان ایفای نقش کرده‌اند.